# Маки Сал
Маки Сал (Macky Sall; 11. децембар 1961 — ) је политичар и председник Сенегала од 2. априла 2012. године.

## Биографија
Рођен је у Фатику 1961. године. Инжењер геологије по професији. Обављао је бројне дужности у влади, да би коначно 2004. године постао премијер Сенегала. 
Јуна 2007. године је био изабран за председника Националне скупштине, као једини кандидат; добио је 143 од 146 гласова. Наредне године, Скупштина је изугласала одлуку да мандат председника Националне скупштине траје само годину дана, тако да је Салу мандат истекао 9. новембра исте године. После тога је био градоначелник Фатика од 1. априла 2009. године до 2. априла 2012. године. 
На председничким изборима 26. фебруара 2012. године, Сал је у првом кругу освојио 26,5% гласова, наспрам Вадових 34,8%. Уследио је други круг 25. марта, у којем је Сал освојио већину гласова. Председнички мандат преузео је 2. априла.